# 青戸 (葛飾区)
青戸（あおと）は、東京都葛飾区の地名。現行行政地名は青戸一丁目から青戸八丁目。住居表示実施済区域。

## 地理
葛飾区中部に位置する。公団青戸団地をはじめとする宅地化に伴い、戦後急速に発展した住宅地である。また環七通りと国道6号の交わる交通の要衝でもある。京成電鉄の駅名表記は青砥であり、この表記も混用される事が多い。また、白鳥の一部など旧青戸町であった地域や、逆に立石のうち青砥駅に至近な地域についても「アオト」と呼称されるケースがある。
町域は中川の西岸に位置し、町域の北は亀有と接している。南は立石に、東は中川を挟んで高砂にそれぞれ接している。西で白鳥と接している。地域の南端に京成電鉄の青砥駅がある。駅の最下階にはショッピングモール「ユアエルム青戸」があるが、駅周辺の商店街はさほど大きくない。また、大きな駅前広場もない。
町全体としては住居地域ごとに商店が点在している傾向にある。環七通りと国道6号が地域の北端で交わる。
また、『激辛』という言葉を生んだ老舗煎餅店「神田 淡平」の本社工場があり、激辛発祥の地としても知られる。

### 地価
住宅地の地価は、2025年（令和7年）1月1日の公示地価によれば、青戸1-5-4の地点で46万5000円/m2、青戸4-5-10の地点で39万円/m2となっている。

## 歴史
青戸は古文献において「青津」「大戸」「大津」などと記されることもあり、表記が青戸に定着して以後もしばらく「おおと」と発音されていた。戸は、渡し場・船着場・埠頭つまり湊（水門）のことであり、江戸、水戸、奥戸、松戸、登戸、坂戸、清戸も同じである。このことからも分かる通り、この地は古来、大きな港を抱えた土地であったようである。
正応元年（1288年）、この地を領していた青戸二郎重茂が葛西氏の代官として奥州平泉の中尊寺を訪れた記録がある。また、青戸七丁目の環七通り沿いにある葛西城址（中心部は環七通りが貫いており、わずかに残された部分が御殿山公園と葛西城址公園となった）が鎌倉幕府の引付衆であり、この地を領していた青砥藤綱の邸宅とされるが真偽は定かではない（京成電鉄の青砥駅の表記が町名と異なるのはこの伝承に由来する）。
中世の青戸は前述の葛西城から大量の土器類が出土したことなどから葛西地域の中心地であったと推測されている。
戦国時代、葛西城は山内上杉氏、後北条氏などの支城の一つとして使用されていたようである。
江戸時代、葛西城は徳川家康・秀忠・家光三代の鷹狩り用の御殿（青戸御殿）として転用されたが、明暦の大火で消失した江戸城を再建する際の資材として利用するため、破却された。
近世において、青戸村とされていた地域は明治22年（1889年）に亀有村、砂原村（西亀有付近）、上千葉村と合併し、東京府南葛飾郡亀青村となったが、村役場は亀有にあった。
大正元年（1912年）、京成電気軌道が青戸付近に鉄道を敷設したが、駅はなかった。この当時、京成は押上を都心側ターミナルとしており、その後日暮里・上野へ路線を伸ばす際の分岐駅として昭和3年（1928年）に青砥駅を開設したが、住所は地域外の本田町であった。
昭和7年（1932年）、大東京市成立に伴い葛飾区が誕生。1 - 4丁目からなる青戸町が成立する。当時の町域には白鳥の大部分も含まれていた。
昭和12年（1937年）、東洋インキ製造が青戸町に工場を設置した。この工場は長く青戸を代表する施設であったが、平成16年（2004年）5月に埼玉県川越市に移転した。
昭和20年（1945年）2月、青戸の高射砲陣地（現：白鳥三丁目10番）などで応戦中に発射された砲弾がB-29一機に命中したのに呼応し、始まった空襲で葛飾区役所が全焼している（命中したのは小岩陣地の砲弾ではないかともいわれている）。
青戸が町として発展したのは、戦後のことである。日本住宅公団が青戸団地の入居者を募集したのは昭和31年（1956年）7月である。その後、人口増加に伴い、住環境は整備されていった。1967年（昭和42年）には住居表示が実施され、青戸町三丁目・四丁目全域および青戸町一丁目・二丁目、本田淡之須町、亀有町二丁目、本田立石町、本田中原町のそれぞれ一部が再編され現在の青戸一-八丁目となった。
また、建設中の環七通りが交差する計画であったことなどから、昭和48年（1973年）には青砥駅付近での京成本線・京成押上線の高架化工事が開始された。この事業は足掛け14年の長期にわたって行われ、昭和61年（1986年）10月に竣工した。また、環七通り建設の最終区間であった青戸付近が開通したのは、昭和60年（1985年）1月のことであった。
2018年、まちあそび人生ゲーム in 葛飾の第1回が行われた。

## 経済

### 産業
店舗・企業
- 神田淡平
- 広正社[7]（広告代理店）
- タカラ - 2006年2月まで、青戸四丁目19番16号は玩具メーカータカラの本社所在地であった。現在はトミーと合併しタカラトミーとなり、本社は同区の立石にある。

## 世帯数と人口
2023年（令和5年）1月1日現在（東京都発表）の世帯数と人口は以下の通りである。
| 丁目       | 世帯数     | 人口     |
| ---------- | ---------- | -------- |
| 青戸一丁目 | 1,026世帯  | 1,660人  |
| 青戸二丁目 | 894世帯    | 1,476人  |
| 青戸三丁目 | 3,083世帯  | 5,594人  |
| 青戸四丁目 | 1,867世帯  | 3,650人  |
| 青戸五丁目 | 1,614世帯  | 3,017人  |
| 青戸六丁目 | 2,044世帯  | 3,551人  |
| 青戸七丁目 | 2,789世帯  | 6,302人  |
| 青戸八丁目 | 1,485世帯  | 2,730人  |
| 計         | 14,802世帯 | 27,980人 |

### 人口の変遷
国勢調査による人口の推移。
| 年                 | 人口   |
| ------------------ | ------ |
| 1995年（平成7年）  | 23,822 |
| 2000年（平成12年） | 22,986 |
| 2005年（平成17年） | 22,718 |
| 2010年（平成22年） | 24,749 |
| 2015年（平成27年） | 26,394 |
| 2020年（令和2年）  | 27,615 |

### 世帯数の変遷
国勢調査による世帯数の推移。
| 年                 | 世帯数 |
| ------------------ | ------ |
| 1995年（平成7年）  | 9,914  |
| 2000年（平成12年） | 10,100 |
| 2005年（平成17年） | 10,276 |
| 2010年（平成22年） | 11,526 |
| 2015年（平成27年） | 12,474 |
| 2020年（令和2年）  | 13,259 |

## 学区
区立小・中学校に通う場合、学区は以下の通りとなる（2021年4月時点）。
| 丁目       | 番地     | 小学校               | 中学校             |
| ---------- | -------- | -------------------- | ------------------ |
| 青戸一丁目 | 全域     | 葛飾区立葛飾小学校   | 葛飾区立立石中学校 |
| 青戸二丁目 | 1～20番  | 葛飾区立葛飾小学校   | 葛飾区立立石中学校 |
| 青戸二丁目 | 21〜22番 | 葛飾区立青戸小学校   | 葛飾区立青戸中学校 |
| 青戸三丁目 | 全域     | 葛飾区立中青戸小学校 | 葛飾区立青戸中学校 |
| 青戸四丁目 | 全域     | 葛飾区立中青戸小学校 | 葛飾区立青戸中学校 |
| 青戸五丁目 | 全域     | 葛飾区立中青戸小学校 | 葛飾区立青戸中学校 |
| 青戸六丁目 | 1〜4番   | 葛飾区立中青戸小学校 | 葛飾区立青戸中学校 |
| 青戸六丁目 | 5〜41番  | 葛飾区立青戸小学校   | 葛飾区立青戸中学校 |
| 青戸七丁目 | 全域     | 葛飾区立青戸小学校   |                    |
| 青戸八丁目 | 全域     | 葛飾区立亀青小学校   | 葛飾区立亀有中学校 |

## 事業所
2021年（令和3年）現在の経済センサス調査による事業所数と従業員数は以下の通りである。
| 丁目       | 事業所数    | 従業員数 |
| ---------- | ----------- | -------- |
| 青戸一丁目 | 106事業所   | 593人    |
| 青戸二丁目 | 48事業所    | 364人    |
| 青戸三丁目 | 362事業所   | 2,896人  |
| 青戸四丁目 | 98事業所    | 1,837人  |
| 青戸五丁目 | 141事業所   | 964人    |
| 青戸六丁目 | 135事業所   | 2,010人  |
| 青戸七丁目 | 114事業所   | 733人    |
| 青戸八丁目 | 96事業所    | 1,203人  |
| 計         | 1,100事業所 | 10,600人 |

### 事業者数の変遷
経済センサスによる事業所数の推移。
| 年                 | 事業者数 |
| ------------------ | -------- |
| 2016年（平成28年） | 1,072    |
| 2021年（令和3年）  | 1,100    |

### 従業員数の変遷
経済センサスによる従業員数の推移。
| 年                 | 従業員数 |
| ------------------ | -------- |
| 2016年（平成28年） | 9,256    |
| 2021年（令和3年）  | 10,600   |

## 交通

### 鉄道
- 京成電鉄 青砥駅（■■本線・押上線）
  - 千葉県方面から上野方面に行く京成本線と、浅草や羽田空港方面に行く京成押上線の分岐駅である。

### 道路
- 国道6号（水戸街道）
- 東京都道318号環状七号線（環七通り）

町域を東西に横切る国道6号と南北を通る環七通りが青戸八丁目交差点で交差している。渋滞名所で知られる。

## 施設

### 教育
- 葛飾区立亀青小学校（青戸八丁目。明治5年開校。学制による日本最古の小学校の一つ。）
- 葛飾区立葛飾小学校（青戸一丁目）
- 葛飾区立青戸小学校（青戸六丁目）
- 葛飾区立中青戸小学校（青戸四丁目）
- 葛飾区立青戸中学校（青戸五丁目）
- 修徳中学校・高等学校（青戸8-10）

### その他
- 東京慈恵会医科大学葛飾医療センター（青戸6-41）
- テクノプラザかつしか（青戸7-2）
- 青戸平和公園（青戸4-23）
- かつしかシンフォニーヒルズ（立石6-33）

## 史跡・寺社
- 宝泉寺（青戸一丁目）
- 勝養寺（青戸三丁目）
- 法問寺（青戸六丁目）
- 観音寺（青戸七丁目）
- 宝持院（青戸八丁目）
- 延命寺（青戸八丁目）
- 青砥神社（青戸七丁目）
- 葛西城跡（青戸7-28）

## 出身・ゆかりのある人物
- 櫛部荒熊（弁護士、衆議院議員）
- 武藤欣之助（広正社創業者） - 住所が青戸6丁目[7]。

## その他

### 日本郵便
- 郵便番号 : 125-0062[3]（集配局 : 葛飾新宿郵便局[18]）。